# Стрельск (Ровненская область)
Стрельск (укр. Стрільськ) — село, центр Стрельского сельсовета Сарненского района Ровненской области Украины.
Население по переписи 2022 года составляло 2453 человек. Почтовый индекс — 34512. Телефонный код — 3655. Код КОАТУУ — 5625487201.

## Местный совет
34512, Ровненская обл., Сарненский р-н, с. Стрельск, ул. Чапленко, 22.